# Thomas Gloag
Thomas Gloag (Londra, 13 settembre 2001) è un ciclista su strada britannico che corre per il Team Visma-Lease a Bike; è professionista dal 2022.

## Palmarès
- 2021 (Trinity Racing, una vittoria)

4ª tappa Ronde de l'Isard (Fonsorbes > Plateau de Beille)
- 2022 (Trinity Racing, una vittoria)

4ª tappa Tour de l'Avenir (Sainte-Sévère-sur-Indre > Chaillac)
- 2024 (Team Visma-Lease a Bike, una vittoria)

3ª tappa Giro della Repubblica Ceca (Moravská Třebová > Dlouhé stráně)

### Altri successi
- 2019 (Juniores)

1ª tappa Sint-Martinusprijs Kontich (Kontich, cronosquadre)
- 2023 (Jumbo-Visma)

Classifica giovani Volta a la Comunitat Valenciana

## Piazzamenti

### Grandi Giri
- Giro d'Italia

2023: 75º